# Ahmed Dini Ahmed
Ahmed Dini Ahmed (en árabe: أحمد ديني أحمد) (1932 – 12 de septiembre de 2004) fue un político yibutiano. Ejerció como Vicepresidente del Consejo de Gobierno de 1959 a 1960 como miembro de la Liga del Pueblo Africano por la Independencia (LPAI) y posteriormente fue Primer ministro de su país de 1977 a 1978. Lideró el Frente por la Restauración de la Unidad y la Democracia (FRUD), un grupo rebelde afar, durante la Guerra civil de Yibuti durante los años noventa; después de abandonar el grupo en 1994, dirigió una facción radical del FRUD.

## Biografía
Ahmed, miembro del grupo étnico afar, nació en las cercanías de las Montañas Mabla en el norte de Yibuti. Tras la independencia de su país, Ahmed fue nombrado primer ministro, y también ministro a cargo de la Planificación Urbana y Regional (Aménagement du territoire) y la Creación de Nuevos Recursos en julio de 1977.
Dirigió el FRUD en su lucha armada contra el gobierno, el cual estalló en 1991. Abandonó el FRUD en 1994, y una facción moderada liderada por Ali Mohamed Daoud, inició una serie de negociaciones con el gobierno (firmando un acuerdo de paz en diciembre de 1994), mientras que Ahmed continuó dirigiendo una facción radical que prometió seguir luchando. La facción radical celebró un congreso a fines de septiembre de 1994 y eligió a Dini como cabeza de su comité ejecutivo. Tras la firma de un acuerdo de reconciliación entre su facción y el gobierno en febrero de 2000, Dini regresó finalmente a Yibuti desde Yemen el 29 de marzo de 2000, tras nueve años de exilio.
En las elecciones legislativas en enero de 2003, fue el primer candidato en la lista de candidato de la coalición opositora, la Unión para una Alternativa Democrática (UAD), en el Distrito de Yibuti; sin embargo, la coalición no ganó ningún escaño.
Falleció el 12 de septiembre de 2004 en un hospital militar francés en Yibuti.